# Intelligent agent
Inom artificiell intelligens (AI) är en intelligent agent (IA) en självständig enhet som observerar genom sensorer och verkar på en miljö med hjälp av aktuatorer (det vill säga, det är en agent) och riktar dess aktivitet mot att uppnå mål (det vill säga, den är "rationell", enligt den ekonomiska definitionen). Intelligenta agenter kan också lära eller använda kunskap för att uppnå sina mål. De kan vara mycket enkla eller mycket komplexa: en reflexmaskin, såsom en termostat, eller ett annat reglersystem, är en intelligent agent.

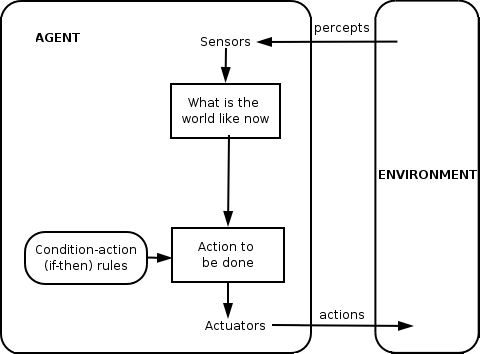
Enkel reflexagent.

Intelligenta agenter beskrivs ofta schematiskt som ett abstrakt funktionellt system som liknar ett datorprogram. Av denna anledning kallas intelligenta agenter ibland för abstrakta intelligenta agenter (AIA) i syfte att skilja dem från deras verkliga implementationer som datorsystem, biologiska system eller organisationer. Vissa definitioner av intelligenta agenter betonar dess autonomi, i vilka termen autonoma intelligenta agenter föredras. Andra (särskilt Russell & Norvig (2003)) betraktade målinriktat beteende som kärnan i intelligens, och föredrog därav en term inlånad från ekonomin, rationell agent.
Intelligenta agenter är relaterade till mjukvaruagenter (ett autonomt datorprogram som utför arbetsuppgifter på uppdrag av användare). Inom datavetenskap kan termen intelligent agent användas för att hänvisa till en mjukvaruagent som har någon intelligens, oavsett huruvida eller inte det är rationell agent enligt Russells och Norvigs definition. Exempelvis kallas autonoma program som används för operatörsassistans eller datautvinning (ibland kallade botar) också för "intelligenta agenter".

## En mängd olika definitioner
Intelligenta agenter har definierats på många olika sätt. Enligt Nikola Kasabov bör AI-system uppvisa följande egenskaper:
- Ackommoderar nya regler för problemlösning stegvis
- Anpassar sig online och i realtid
- Kan analysera sig själv i termer av beteende, fel och framgång.
- Lär och förbättrar sig genom interaktion med miljön
- Lär sig snabbt från stora mängder data
- Har minnesbaserad exemplarisk lagring och hämtningskapaciteter
- Har parametrar för att representera kort- och långtidsminne, ålder, glömmande, etc.